# Regering-Wekerle I

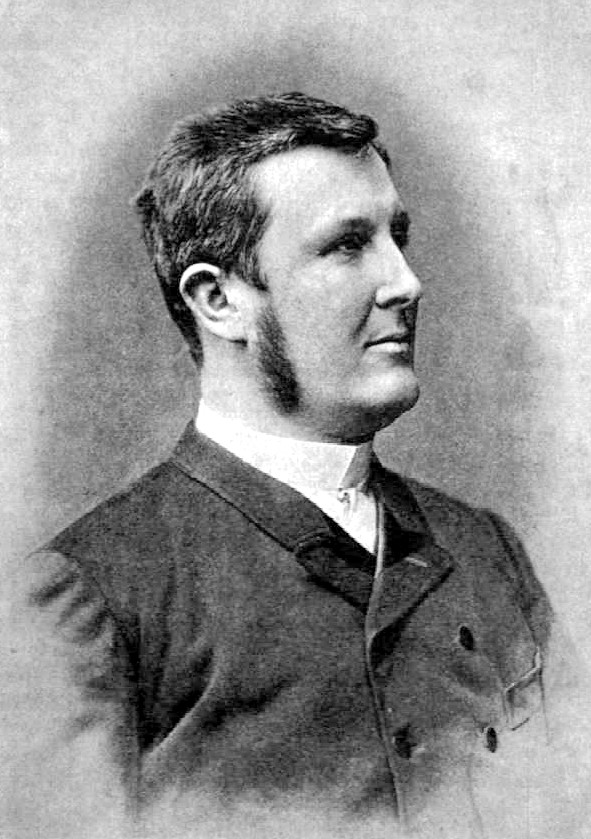
Sándor Wekerle in 1892

De regering-Wekerle I was de eerste regering onder leiding van Sándor Wekerle en die Hongarije bestuurde van november 1892 tot januari 1895.

## Geschiedenis
De regering ontstond na de verkiezingen begin 1892 en het aftreden van Gyula Szapáry in november dat jaar. Diens regering viel grotendeels omdat ze er niet in slaagde een wet omtrent het burgerlijk huwelijk gestemd te krijgen in de Rijksdag.
Sándor Wekerle, die in de vorige regering als minister van Financiën zijn sporen had verdiend met de invoering van de Oostenrijks-Hongaarse kroon, werd de nieuwe regeringsleider. Hij slaagde er echter wel in de wet over het burgerlijk huwelijk te laten aannemen door de Rijksdag. De twee grootste problemen waarmee deze regering werd geconfronteerd waren enerzijds het overlijden van Lajos Kossuth en het organiseren van diens begrafenis, en anderzijds het proces tegen het uitvoerend comité van de PNR, de partij die de belangen van de Roemeense "minderheid" in Oostenrijk-Hongarije behartigde.

## Samenstelling
| Functie en bevoegdheden                                     | Naam                        | Termijn                            |  | Partij                          |
| ----------------------------------------------------------- | --------------------------- | ---------------------------------- |  | ------------------------------- |
| Premier Minister van Financiën                              | Sándor Wekerle              | 17 november 1892 – 14 januari 1895 |  | Liberale Partij                 |
| Minister van Binnenlandse Zaken                             | Károly Hieronymi            | 19 november 1892 – 15 januari 1895 |  | Liberale Partij                 |
| Minister van Justitie                                       | Dezső Szilágyi              | 19 november 1892 – 15 januari 1895 |  | Liberale Partij                 |
| Minister van Defensie                                       | Géza Fejérváry              | 19 november 1892 – 15 januari 1895 |  | partijloos                      |
| Minister naast de Koning                                    | Lajos Tisza                 | 17 november 1892 – 10 juni 1894    |  | Liberale Partij                 |
| Minister naast de Koning                                    | Gyula Andrássy jr.          | 10 juni 1894 – 15 januari 1895     |  | Liberale Partij                 |
| Minister van Godsdienst en Onderwijs                        | Albin Csáky                 | 17 november 1892 – 10 juni 1894    |  | Liberale Partij                 |
| Minister van Godsdienst en Onderwijs                        | Loránd Eötvös               | 10 juni 1894 – 15 januari 1895     |  | Liberale Partij                 |
| Minister van Landbouw                                       | András Bethlen              | 17 november 1892 – 10 juni 1894    |  | Liberale Partij                 |
| Minister van Landbouw                                       | Géza Fejérváry (waarnemend) | 10 juni 1894 – 16 juli 1894        |  | partijloos                      |
| Minister van Landbouw                                       | Andor Festetics             | 16 juli 1894 – 15 januari 1895     |  | Liberale Partij                 |
| Minister van Handel                                         | Béla Lukács                 | 19 november 1892 – 15 januari 1895 |  | Liberale Partij                 |
| Minister van Kroatisch-Slavoons-Dalmatische Aangelegenheden | Emerik Josipović            | 19 november 1892 – 15 januari 1895 |  | Kroatische Unionistische Partij |